# Relações entre Japão e Rússia
As relações entre Japão e Rússia são uma continuação das relações entre o Japão e a União Soviética, abrangendo o período entre 1917-1991, e das relações entre o Império do Japão e o Império Russo, cobrindo o período entre 1855-1917. Historicamente, os dois países mantinham relações cordiais até que um choque de ambições territoriais na região da Manchúria, no nordeste da China, levou à Guerra Russo-Japonesa em 1904, terminando com a vitória do Japão, o que contribuiu para o enfraquecimento da monarquia na Rússia. O Japão, mais tarde, interviria na Guerra Civil Russa de 1918 a 1922, enviando tropas para o Extremo Oriente Russo e a Sibéria. Isto foi seguido por conflitos fronteiriços entre a nova União Soviética e o Império do Japão durante os anos 1930. Os dois países assinaram um pacto de não-agressão em 1941, embora o governo soviético tenha declarado guerra ao Japão em agosto de 1945, invadindo o estado fantoche japonês de Manchukuo, além de tomar a cadeia de ilhas ao norte do Japão. Os dois países têm sido incapazes de assinar um tratado de paz após a Segunda Guerra Mundial, devido à disputa pelas Ilhas Curilas. Por consequência deste litígio, estas relações têm azedado efetivamente.